# GAUSSIAN
GAUSSIAN ist eine in der Programmiersprache Fortran geschriebene Computerchemie-Software, sie wurde initiiert von dem Nobelpreisträger John Anthony Pople.
Der Name des Programms stammt von der Nutzung von Linearkombinationen aus Gaußfunktionen, um eine Beschleunigung der Berechnung gegenüber den Slater-Orbitalen zu erreichen.

## Geschichte
Ursprünglich war die Carnegie Mellon University im Besitz der Rechte an GAUSSIAN, später gingen diese auf die Gaussian Inc. über. Pople selbst wurde 1991 von der Weiterentwicklung der Software ausgeschlossen, ihm und anderen wurde sogar die weitere Nutzung der Software verweigert. Als Begründung gilt, dass die Ausgeschlossenen an konkurrierenden Programmen oder für Firmen arbeiten, die solche Programme entwickeln. Dabei gilt es anzumerken, dass vergleichbare Programme innerhalb der Forschergemeinde in der Regel kostenlos zur Verfügung gestellt werden, da sie dem wissenschaftlichen Fortschritt, nicht der kommerziellen Nutzung dienen sollen. Die Verteilungspolitik von Gaussian Inc. hat unter anderem dazu geführt, dass einige der erfolg- und einflussreichsten theoretischen Chemiker der Welt aufgrund ihrer eigenen Forschungstätigkeit von der Nutzung eines Programms ausgeschlossen wurden (Banned by GAUSSIAN), dessen Ergebnisse sie in den Review-Prozessen der wissenschaftliche Zeitschriften beurteilen müssen. Diese Vorwürfe wurden unter anderem von Jim Giles 2004 in Nature einschlägig publiziert. Gaussian Inc. erwidert auf derartige Vorwürfe, dass die Daten der Veröffentlichungen auch mit anderen Programmen reproduzierbar seien, die ironischerweise nicht zuletzt aufgrund der eingeschränkten Verfügbarkeit von GAUSSIAN entstanden sind (z. B. GAMESS (US)).
Viele dieser Konkurrenzprogramme haben zumindest zeitweise GAUSSIAN in Rechengeschwindigkeit, Fehlerfreiheit und Genauigkeit weit hinter sich gelassen, wobei die einzelnen Programme in der Regel weniger Rechenmethoden zur Verfügung stellen, diese aber weit intensiver optimiert haben. Mit der Veröffentlichung von Gaussian 09 (Revision A.02) am 11. Juni 2009 sind diese Informationen jedoch obsolet geworden und können die momentane Lage nicht widerspiegeln.
Trotz dieser umstrittenen Lizenzvergabepolitik ist GAUSSIAN sehr weit verbreitet und gilt als eines der wichtigsten Programme für die Computerchemie.